# Oude Haven (Zierikzee)

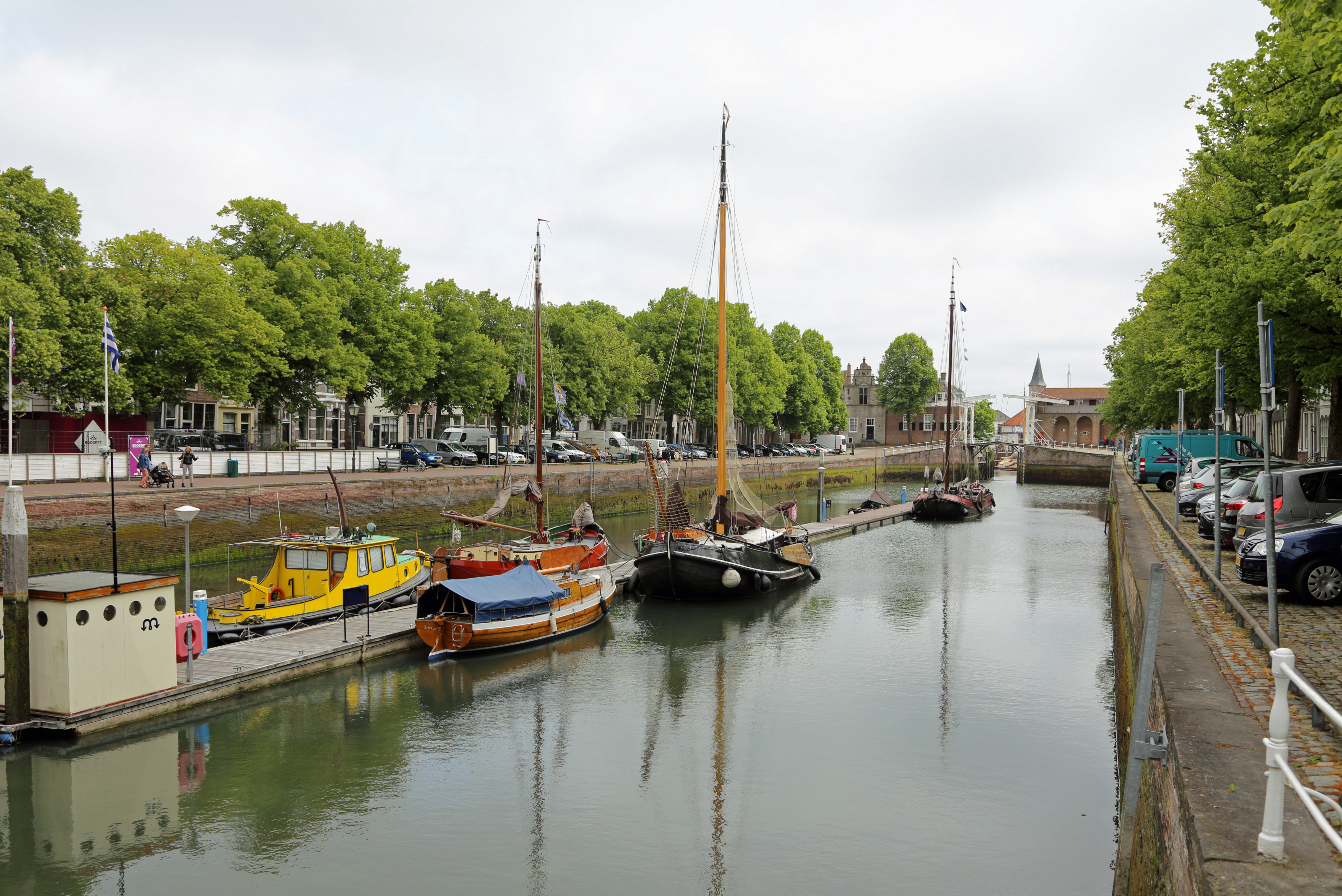
De Oude Haven in Zierikzee

De Oude Haven is een van de twee havens van Zierikzee, de andere is de Nieuwe Haven.
De Oude Haven is een getijhaven, die via de Oosterschelde in verbinding staat met de Noordzee. Eeuwenlang meerden hier schepen aan om te laden en te lossen. Aan het eind van de negentiende eeuw werd de haven gedeeltelijk gedempt. Het resterende deel is tegenwoordig een museumhaven.